# مونيك هارفي
مونيك هارفي هي رسامة كندية، ولدت في 4 أكتوبر 1950 في مونتريال في كندا، وتوفي بنفس المكان في 8 نوفمبر 2001 بسبب سرطان.